# Gospodarski glasnik
Gospodarski list je hrvatski gospodarstveni list iz Zagreba za stručna i staleška pitanja. Izlazio je mjesečno, od srpnja 1941. godine. Dr Slavoljub Dubić bio je glavni i odgovorni urednik. Bio je proširena formata A4, na 16 stranica + korice. Sadržavao je barem desetak fotografija po izdanju. Sadržavao je vijesti iz Ministarstva seljačkog gospodarstva, stručne članke, gospodarske vijesti, vijesti iz svijeta, književne bilješke i oglase. Za list su pisali Oton Frangeš, Franjo Jardas, Petar Blašković, Ladislav Vinković, Bedrudin Gušić, Slavko Kolar, Fran Pasković, Ante Makar, Vladimir Rek, G. Kodinec, Andrija Manz, P. Kvakan, Milan Marsić, Albert Ogrizek.